# ديون راسيل
ديون راسيل (بالإنجليزية: Dion Russell) هو منافس ألعاب قوى أسترالي، ولد في 8 مايو 1975.

## وصلات خارجية
- ديون راسيل على موقع الاتحاد الدولي لألعاب القوى (الإنجليزية)
- ديون راسيل على موقع النتائج التاريخية لألعاب القوى الأسترالية (الإنجليزية)
- ديون راسيل على موقع أوليمبيديا (الإنجليزية)
- ديون راسيل على موقع اللجنة الأولمبية الأسترالية (الإنجليزية)
- ديون راسيل على موقع اتحاد ألعاب الكومنولث (مؤرشف) (الإنجليزية)